# Smyga ziewa
Smyga ziewa är en insektsart som beskrevs av Irena Dworakowska 1995. Smyga ziewa ingår i släktet Smyga och familjen dvärgstritar.
Artens utbredningsområde är Brunei. Inga underarter finns listade i Catalogue of Life.